# Station Cha-am
Station Cha-am is een treinstation in Cha-am (Thailand). Het is een klasse 2-station op 187 km afstand van station Hua Lamphong in Bangkok.
Het station opende in juni 1911, als deel van de Zuidelijke Lijn Phetchaburi - Cha-am lijn. De lijn werd in november 1911 verlengd naar Hua Hin. Oorspronkelijk werd het station "Ban Cha-am" genoemd, maar dat werd veranderd in "Cha-am" in 2010.